# ألوش
ألوش (بالعبرية: אָלוּשׁ‏) وفقًا لسفر العدد في العهد القديم هي أحد الأماكن التي استقر بنو إسرائيل في طريقهم في الخروج من مصر في طريقهم إلى جبل سيناء، حيث يذكر الإصحاح أنهم ارتحلوا من دفقة إلى ألوش، ثم ارتحلوا من ألوش ونزلوا رفيديم.(سفر العدد 33:13، 14). لم تذكر ألوش سابقًا أثناء سرد قصة الخروج في الكتاب المقدس في سفر الخروج. وهي غاليًا تقع على شاطئ البحر الأحمر.